# Michael Dooley
Michael Joseph Dooley (ur. 13 grudnia 1961 w Invercargill) – nowozelandzki duchowny katolicki, biskup Dunedin od 2018.

## Życiorys
Święcenia kapłańskie otrzymał 13 grudnia 1989 i został inkardynowany do diecezji Dunedin. Był m.in. dyrektorem domu formacyjnego przy seminarium w Auckland, ojcem duchownym tej uczelni, kapelanem Kavanagh College oraz wikariuszem generalnym diecezji.
22 lutego 2018 papież Franciszek mianował go ordynariuszem diecezji Dunedin. Sakry udzieił mu 26 kwietnia 2018 jego poprzednik - biskup Colin Campbell.